# Ciclismo nos Jogos Olímpicos de Verão de 1992
O ciclismo nos Jogos Olímpicos de Verão de 1992 foi realizado em Barcelona, na Espanha, com dez eventos.

## Eventos do ciclismo
Masculino: Estrada individual | Equipes contra o relógio | 1 km contra o relógio | Velocidade | Perseguição individual | Perseguição por equipes | Corrida individual por pontos

Feminino: Estrada individual | Velocidade individual | Perseguição individual

## Masculino

### Estrada

#### Estrada individual masculino
| Pos. | País                | Atletas          | Tempo   |
| ---- | ------------------- | ---------------- | ------- |
|      | Itália (ITA)        | Fabio Casartelli | 4h35m21 |
|      | Países Baixos (NED) | Erik Dekker      | 4h35m22 |
|      | Letônia (LAT)       | Dainis Ozols     | 4h35m24 |

#### Equipes contra o relógio masculino
| Pos. | País           | Atletas                                                                | Tempo   |
| ---- | -------------- | ---------------------------------------------------------------------- | ------- |
|      | Alemanha (GER) | Michael Rich Bernd Dittert Christian Meyer Uwe Peschel                 | 2h01m39 |
|      | Itália (ITA)   | Andrea Peron Flavio Anastasia Luca Colombo Gianfranco Contri           | 2h02m39 |
|      | França (FRA)   | Jean-Louis Harel Hervé Boussard Didier Faivre-Pierret Philippe Gaumont | 2h05m25 |

### Pista

#### 1 km contra o relógio masculino
| Pos. | País                 | Atletas            | Tempo    |
| ---- | -------------------- | ------------------ | -------- |
|      | Espanha (ESP)        | José Manuel Moreno | 1m03s342 |
|      | Austrália (AUS)      | Shane Kelly        | 1m04s288 |
|      | Estados Unidos (USA) | Erin Hartwell      | 1m04s753 |

#### Velocidade individual masculino
| Pos. | País            | Atletas      |
| ---- | --------------- | ------------ |
|      | Alemanha (GER)  | Jens Fiedler |
|      | Austrália (AUS) | Gary Neiwand |
|      | Canadá (CAN)    | Curt Harnett |

#### Perseguição individual masculino
| Pos. | País                | Atletas        |
| ---- | ------------------- | -------------- |
|      | Grã-Bretanha (GBR)  | Chris Boardman |
|      | Alemanha (GER)      | Jens Lehmann   |
|      | Nova Zelândia (NZL) | Gary Anderson  |

#### Perseguição por equipes masculino
| Pos. | País            | Atletas                                                                    |
| ---- | --------------- | -------------------------------------------------------------------------- |
|      | Alemanha (GER)  | Guido Fulst Michael Glöckner Jens Lehmann Stefan Steinweg (Andreas Walzer) |
|      | Austrália (AUS) | Brett Aitken Stephen McGlede Shaun O'Brien Stuart O'Grady                  |
|      | Dinamarca (DEN) | Ken Frost Klaus Kynde Jimmi Madsen Jan Petersen (Michael Sandstød)         |

#### Corrida individual por pontos masculino
| Pos. | País                | Atletas           |
| ---- | ------------------- | ----------------- |
|      | Itália (ITA)        | Giovanni Lombardi |
|      | Países Baixos (NED) | Léon van Bon      |
|      | Bélgica (BEL)       | Cédric Mathy      |

## Feminino

### Estrada

#### Estrada individual feminino
| Pos. | País                | Atletas                | Tempo   |
| ---- | ------------------- | ---------------------- | ------- |
|      | Austrália (AUS)     | Kathryn Watt           | 2h04m42 |
|      | França (FRA)        | Jeannie Longo-Ciprelli | 2h05m02 |
|      | Países Baixos (NED) | Monique Knol           | 2h05m03 |

### Pista

#### Velocidade individual feminino
| Pos. | País                | Atletas        |
| ---- | ------------------- | -------------- |
|      | Estônia (EST)       | Erika Salumäe  |
|      | Alemanha (GER)      | Anett Neumann  |
|      | Países Baixos (NED) | Ingrid Haringa |

#### Perseguição individual feminino
| Pos. | País                 | Atletas       |
| ---- | -------------------- | ------------- |
|      | Alemanha (GER)       | Petra Roßner  |
|      | Austrália (AUS)      | Kathryn Watt  |
|      | Estados Unidos (USA) | Rebecca Twigg |

## Quadro de medalhas do ciclismo
| Ordem | País               | Medalha de ouro | Medalha de prata | Medalha de bronze | Total |
| ----- | ------------------ | --------------- | ---------------- | ----------------- | ----- |
| 1     | GER Alemanha       | 4               | 2                | 0                 | 6     |
| 2     | ITA Itália         | 2               | 1                | 0                 | 3     |
| 3     | AUS Austrália      | 1               | 4                | 0                 | 5     |
| 4     | ESP Espanha        | 1               | 0                | 0                 | 1     |
| 4     | EST Estônia        | 1               | 0                | 0                 | 1     |
| 4     | GBR Grã-Bretanha   | 1               | 0                | 0                 | 1     |
| 7     | NED Países Baixos  | 0               | 2                | 2                 | 4     |
| 8     | FRA França         | 0               | 1                | 1                 | 2     |
| 9     | USA Estados Unidos | 0               | 0                | 2                 | 2     |
| 10    | BEL Bélgica        | 0               | 0                | 1                 | 1     |
| 10    | CAN Canadá         | 0               | 0                | 1                 | 1     |
| 10    | DEN Dinamarca      | 0               | 0                | 1                 | 1     |
| 10    | LAT Letônia        | 0               | 0                | 1                 | 1     |
| 10    | NZL Nova Zelândia  | 0               | 0                | 1                 | 1     |